# Urząd Postępu Naukowo-Technicznego i Wdrożeń
Urząd Postępu Naukowo-Technicznego i Wdrożeń – centralna jednostka organizacyjna mająca na celu wspierać rozwój prac naukowych i przyspieszać wdrażanie postępu naukowo-technicznego. Urząd istniał w latach 1984–1991.

## Utworzenie urzędu
Na podstawie ustawy z 1984 r. o utworzeniu Komitetu do Spraw Nauki i Postępu Technicznego przy Radzie Ministrów oraz Urzędu Postępu Naukowo-Technicznego i Wdrożeń, powołano urząd, który spełniał funkcje aparatu wykonawczego Komitetu do Spraw Nauki i Postępu Technicznego i realizował zadania należące do jego zakresu działania.

## Kierowanie urzędem
Na czele urzędu stał Minister-Kierownik Urzędu, który kierował wykonywaniem zadań urzędu, współdziałał z naczelnymi i centralnymi organami administracji państwowej, organizacjami spółdzielczymi, społecznymi i zawodowymi w sprawach związanych z postępem naukowo-technicznym, w zakresie objętym ich zakresem działania.
- Konrad Tott (1985–1988)
- Zbigniew Grabowski (1988–1989)
- Jan Janowski (1989–1991)

## Zakres działania urzędu
Działanie urzędu było określone zakresem zadań powierzonych ustawą Komitetowi do Spraw Nauki i Postępu Technicznego, w tym w szczególności:
- przygotowywał propozycje do projektów planów perspektywicznych, narodowych planów społeczno-gospodarczych i centralnych planów rocznych, w części dotyczącej postępu naukowo-technicznego i wdrożeń,
- inicjował zawieranie porozumień dotyczących postępu naukowo-technicznego i wdrożeń między naczelnymi i centralnymi organami administracji państwowej oraz innymi państwowymi jednostkami organizacyjnymi,
- inicjował i nadzorował realizację zleconych i własnych programów oraz tematów prac badawczych i rozwojowych, a także działalności wdrożeniowej i upowszechniania postępu naukowo-technicznego i wdrożeń,
- przeprowadzał ocenę realizacji centralnych programów naukowo-badawczych i rozwojowych o podstawowym znaczeniu dla rozwoju społeczno-gospodarczego kraju, oraz kontrolował zgodność wykorzystania środków finansowych z przepisami prawa i ustalonymi przez Komitet do Spraw Nauki i Postępu Technicznego przy Radzie Ministrów zasadami oraz zawartymi porozumieniami i umowami.

## Uprawnienia urzędu
Na podstawie rozporządzenia Rady Ministrów z 1985 r. do szczególnych uprawnień urzędu należało sprawowanie kontroli i nadzoru na jednostkami naukowo-badawczymi, w tym urząd:
- kontrolował zgodność wykorzystania środków finansowych z przepisami prawa i ustalonymi przez Komitet do Spraw Nauki i Postępu Technicznego przy Radzie Ministrów zasadami oraz zawartymi porozumieniami i umowami,
- zobowiązywał do usunięcia uchybień w wyznaczonym terminie, a w razie bezskutecznego upływu terminu – wstrzymał finansowanie realizacji programu i zlecał przekazanie osiągniętych rezultatów prac i przedmiotów majątkowych uzyskanych ze środków powierzonych na wykonanie programu lub tematu,
- występować z wnioskami o zmianę lub zniesienie programu badawczego,
- koordynował przygotowywanie projektów centralnych programów badawczo-rozwojowych o podstawowym znaczeniu dla społeczno-gospodarczego rozwoju kraju,
- występował z wnioskami w sprawach tworzenia programów badawczych o podstawowym znaczeniu dla społeczno-gospodarczego rozwoju kraju,
- inicjował, opiniował i współdziałał w opracowywaniu założeń ważniejszych przedsięwzięć inwestycyjnych, z uwzględnieniem wymagań postępu naukowo-technicznego,
- podejmował działania w zakresie promocji eksportu myśli naukowo-technicznej, wyników prac naukowo-badawczych i rozwojowych, oraz licencji,
- inicjował prace postlicencyjne, z uwzględnieniem oceny wykorzystania i upowszechniania nabytych licencji,
- koordynował i kontrolował realizację zamówień rządowych, obejmujących zadania z zakresu postępu naukowo-technicznego,
- ustalał szczegółowe techniczno-ekonomiczne kryteria oraz zasady wyboru zadań w zakresie rozwoju naukowo-technicznego, które były przedmiotem zamówień rządowych,
- ustalał tryb składania wniosków w sprawie objęcia zadań z zakresu rozwoju naukowo-technicznego zamówieniami rządowymi,
- opracowywał projekty wykazu zadań w zakresie rozwoju naukowo-technicznego, które były przedmiotem zamówień rządowych,
- ustalał organy upoważnione do dokonywania zamówień rządowych, obejmujących zadania w zakresie rozwoju naukowo-technicznego,
- dysponował częścią centralnie rozdzielanych środków dewizowych, przeznaczonych na realizację zamówień rządowych z zakresu postępu naukowo-technicznego,
- określał warunki, którym powinien odpowiadać generalny wykonawca zamówień rządowych,
- występował z wnioskami do organów upoważnionych do dokonywania zamówień rządowych o cofnięcie zamówienia w razie stwierdzenia niewykonywania lub nienależytego jego wykonywania,
- koordynował rozwój i zastosowanie informatyki,
- organizował system informacji w zakresie postępu naukowo-technicznego, a także wymiany międzynarodowej w tym zakresie,
- współdziałał przy ustalaniu systemów i środków zachęt do unowocześniania produkcji,
- prowadził współpracę z zagranicą w zakresie postępu naukowo-technicznego i wdrożeń,
- podejmował w trybie określonym w odrębnych przepisach, czynności związane z zawieraniem umów międzynarodowych dotyczących współpracy w dziedzinie postępu naukowo-technicznego i wdrożeń oraz uczestniczył w zawieraniu innych umów międzynarodowych związanych ze współpracą naukowo-techniczną, a także nadzorował realizację lub zapewnienie wykonania zadań wynikających z tych umów, w zakresie objętym swą działalnością,
- organizował i prowadził prace związane z uczestnictwem Polskiej w Komitecie Współpracy Naukowo-Technicznej Rady Wzajemnej Pomocy Gospodarczej i w innych międzypaństwowych organach i międzynarodowych organizacjach w zakresie postępu naukowo-technicznego,
- kierował za granicę ekspertów w celu udzielania pomocy naukowo-technicznej,
- wyznaczał kandydatów na pracowników służb współpracy naukowo-technicznej w polskich przedstawicielstwach dyplomatycznych i w organizacjach międzynarodowych,
- koordynował w zakresie objętym właściwością urzędu, w porozumieniu z zainteresowanymi naczelnymi i centralnymi organami administracji państwowej, działalność i współpracę organizacji badawczo-rozwojowych oraz ich rozmieszczenie,
- inicjował i organizował działania mające na celu upowszechnianie osiągnięć w zakresie postępu naukowo-technicznego w kraju i za granicą, udzielanie pomocy twórcom nauki i techniki, popieranie rozwoju wynalazczości i racjonalizacji, promowanie wykorzystywania wynalazków i wdrożonych rozwiązań oraz podejmowanie działań kształtujących kulturę techniczną społeczeństwa,
- występował z wnioskami o przyznanie nagród za szczególne osiągnięcia w dziedzinie nauki i postępu naukowo-technicznego,
- nadzorował rozwój wzornictwa przemysłowego,
- fwspółdziałał w ustalaniu zasad organizowania i prowadzenia specjalizacji zawodowej kadry inżynieryjno-technicznej,
- przygotowywał projekty aktów prawnych w zakresie działania urzędu oraz wykonuje inne zadania określone w odrębnych przepisach.

## Funkcje wykonawcze urzędu
W zakresie sprawowania funkcji aparatu wykonawczego Komitetu do Spraw Nauki i Postępu Technicznego przy Radzie Ministrów – urząd w szczególności:
- opracowywał projekty założeń polityki naukowo-technicznej,
- przedstawiał projekty planów perspektywicznych, narodowych planów społeczno-gospodarczych i centralnych planów rocznych, w części dotyczącej postępu naukowo-technicznego i wdrożeń,
- przygotowywał projekty zasad zawierania umów o finansowanie i realizację programów i tematów prac badawczo-rozwojowych i wdrożeniowych pomiędzy naczelnymi i centralnymi organami administracji państwowej a organizacjami badawczo-rozwojowymi, szkołami wyższymi, przedsiębiorstwami państwowymi i innymi jednostkami gospodarczymi oraz wzajemnie między nimi i inicjował zawieranie tych umów,
- przygotowywał projekty podziału wyodrębnionych centralnie środków finansowych przeznaczonych na działalność naukowo-badawczą i wdrożeniową oraz prowadził sprawy związane z centralnym finansowaniem prac rozwojowych i wdrożeniowych wykonywanych na rzecz gospodarki narodowej,
- inicjował i przygotowywał analizy i prognozy rozwoju techniki w Polsce na tle osiągnięć światowych, ze szczególnym uwzględnieniem istotnej dla postępu naukowo-technicznego problematyki prac badawczo-rozwojowych oraz przewidzianych skutków społecznych, ekonomicznych i technicznych wdrożenia wyników tych prac,
- przygotowywał projekty centralnych programów badawczo-rozwojowych o podstawowym znaczeniu dla społeczno-gospodarczego rozwoju kraju oraz przedstawiał analizy stanu ich realizacji, ze szczególnym uwzględnieniem wdrażania i upowszechniania ich wyników,
- opracowywał projekty rozwiązań systemowych: ekonomiczno-finansowych, w tym motywacyjnych oraz planistycznych, organizacyjnych i innych, zmierzających do podnoszenia efektywności prac badawczo-rozwojowych i wdrożeniowych,
- opracowywał projekty rozwoju bazy materialnej zaplecza badawczo-rozwojowego, w szczególności rozwoju produkcji aparatury naukowo-badawczej oraz materiałów specjalnych niezbędnych do prowadzenia prac badawczo-rozwojowych,
- opracowywał projekty zasad współpracy naukowo-technicznej z zagranicą,
- opracowywał projekty założeń polityki licencyjnej państwa, inicjował i opracowywał wnioski w zakresie zakupu licencji oraz przedstawiał Radzie Ministrów projekty programów nabywania licencji,
- opracowywał projekty założeń polityki państwa w zakresie eksportu osiągnięć naukowych i technicznych,
- opracowuje na potrzeby Komitetu analizy, ekspertyzy, oceny i inne dokumenty, w tym dotyczące działalności urzędu.

## Zniesienie urzędu
Na podstawie ustawy z 1991 r. o Komitecie Badań Naukowych zniesiono Urząd Postępu Naukowo-Technicznego i Wdrożeń.